# Cryptus incisus
Cryptus incisus är en stekelart som beskrevs av Tschek 1871. Cryptus incisus ingår i släktet Cryptus och familjen brokparasitsteklar. Inga underarter finns listade i Catalogue of Life.